# Кулеш, Николай Семёнович
Николай Семёнович Кулеш (род. 1936) — бригадир проходчиков шахтостроительного треста Норильского горно-металлургического комбината имени А. П. Завенягина Министерства цветной металлургии СССР, Красноярский край, полный кавалер ордена Трудовой Славы (08.07.1985).

## Биография
Родился в 1936 году в Северо-Осетинской АССР, ныне – Республика Северная Осетия – Алания. Русский.
После прохождения воинской службы и увольнения в запас трудовую деятельность начал в 1959 году на руднике «Миргалимсай» Ачисайского полиметаллического комбината в Южно-Казахстанской (с 1962 года – Чимкентской) области Казахской ССР (ныне – Туркестанская область Казахстана). Первоначально Николай Семёнович работал бурильщиком, за короткий период стал первоклассным специалистом – мастером скоростных проходок и вскоре возглавил бригаду проходчиков.
За участие в трёх рекордных скоростных проходках на руднике «Миргалимсай» и Ачисайского полиметаллического комбината бригадир скоростной бригады проходчиков Н. С. Кулеш был удостоен в 1965 году Ленинской премии, а по итогам работы в 8-й пятилетке (1966–1970) награждён орденом «Знак Почёта».
В 1973 году приказом министра цветной металлургии СССР он был переведён для передачи передового опыта на Норильский горно-металлургический комбинат имени А. П. Завенягина, где продолжил работать бригадиром проходческой бригады шахтопроходческого управления №2, с 1974 года – в составе шахтостроительного треста ПСМО «Норильскстрой».
Указом Президиума Верховного Совета СССР от 21 апреля 1975 года за высокие достижения в труде и многолетнюю безупречную работу на одном предприятии Кулеш Николай Семёнович награждён орденом Трудовой Славы 3-й степени. 
В 10-й пятилетке (1976–1980) его бригада успешно трудилась на строительстве крупнейшего в Минцветмете рудника «Октябрьский». Пятилетнее задание по проходке горных выработок было выполнено бригадой за 4 года 3 месяца и 10 дней, был достигнут рост производительности труда на 12 процентов – наивысший среди проходческих бригад треста. 
После окончания работ руднике «Октябрьский» коллектив бригады был переведён на строительство рудника «Таймырский». Освоив новый вид крепежа при строительстве первой очереди рудника «Таймырский», бригада закрепила усиленной комбинированной крепью более 25 тысяч квадратных метров горных выработок, что обеспечило ввод очереди и выполнение плана на 101,2 процента.
Указом Президиума Верховного Совета СССР от 2 марта 1981 года за успешное выполнение социалистических обязательств и  заданий 10-й пятилетки Кулеш Николай Семёнович награждён орденом Трудовой Славы 2-й степени. 
В 1983 году план по выдаче горной массы был выполнен на 106,4 процента, производительность труда возросла на 4 процента по сравнению с плановой, сверх плана выдано 2400 кубических метров горной массы.
В 1984 году его бригада выступила с почином «Задания и обязательства 11-й пятилетки – к 40-летию Великой Победы» и 28 сентября 1984 года рапортовала о выполнении пятилетнего плана. В 1985 году бригада вышла победителем в социалистическом соревнования в честь 40-летия Победы и 50-летнего юбилея Норильского комбината. 
Указом Президиума Верховного Совета СССР от 8 июля 1985 года за успехи, достигнутые в выполнении плановых заданий и социалистических обязательств, повышение производительности труда, снижение себестоимости продукции  Кулеш Николай Семёнович награждён орденом Трудовой Славы 1-й степени. Стал полным кавалером ордена Трудовой Славы. 
Заслуженный горняк Казахской ССР.
Лауреат Ленинской премии – за разработку и внедрение новых методов скоростного проведения горизонтальных горных выработок (1965) .
Этим же указом орденом Трудовой Славы 1-й степени награждены передовики Норильского горно-металлургического комбината Л.И. Стасева и А. В. Сатыга. Явился прототипом собирательного образа скульптуры «Горняк».
В настоящее время Николай Семёнович на заслуженном отдыхе проживает в городе Норильске.

## Награды
Награждён орденами «Знак Почёта» (30.03.1971), Трудовой Славы 1-й, 2-й, 3-й степеней:3 ст. 21.04.1975 № 98899
2 ст. 02.03.1981 № 11080
1 ст. 08.07.1985 № 142
- медалями

## Семья
- Женат